# Tüljebach
El Tüljebach és un rierol de Bèlgica i d'Alemanya que neix a Aquisgrà a Alemanya i desemboca al Geul a Kelmis. Fins a la fi de l'antic règim va fer de frontera entre la ciutat imperial al barri Bildchen d'Aquisgrà i l'actual Neu-Moresnet al ducat de Limburg.
El riu va utilitzar-se per a tota mena d'indústries que profitaven l'aigua i l'energia hidràulica. D'aquest passat industrial, només queda una fàbrica de feltre, la Heimbach Specialities, prop de la frontera alemanya. El seu nom popular és Schleifmühle (molí per a agusar) com que antigament hi havia un molí d'aigua utilitzat per a agusar agulles. Tot just abans la seva embocadura al Geul, el 1861 va construir-se el Casinoweiher, un pantà que servia per a aprovisionar la mina de smithsonita que s'explotava a l'aleshores estat de Neutral Moresnet. Aquest llac forma en l'actualitat una reserva natural al municipi de Kelmis.

## Galeria

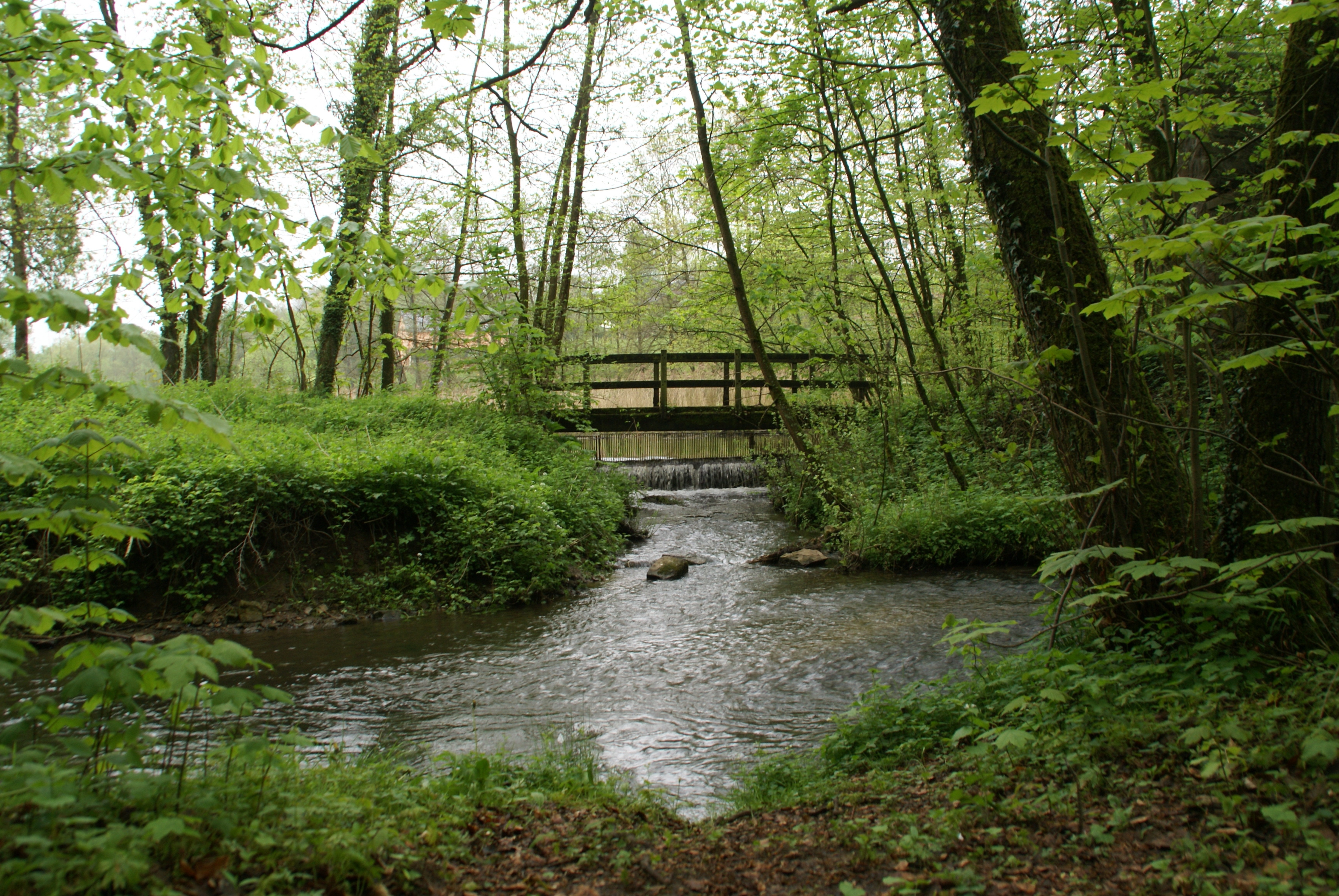
Conflent del Tüljebach i del Geul
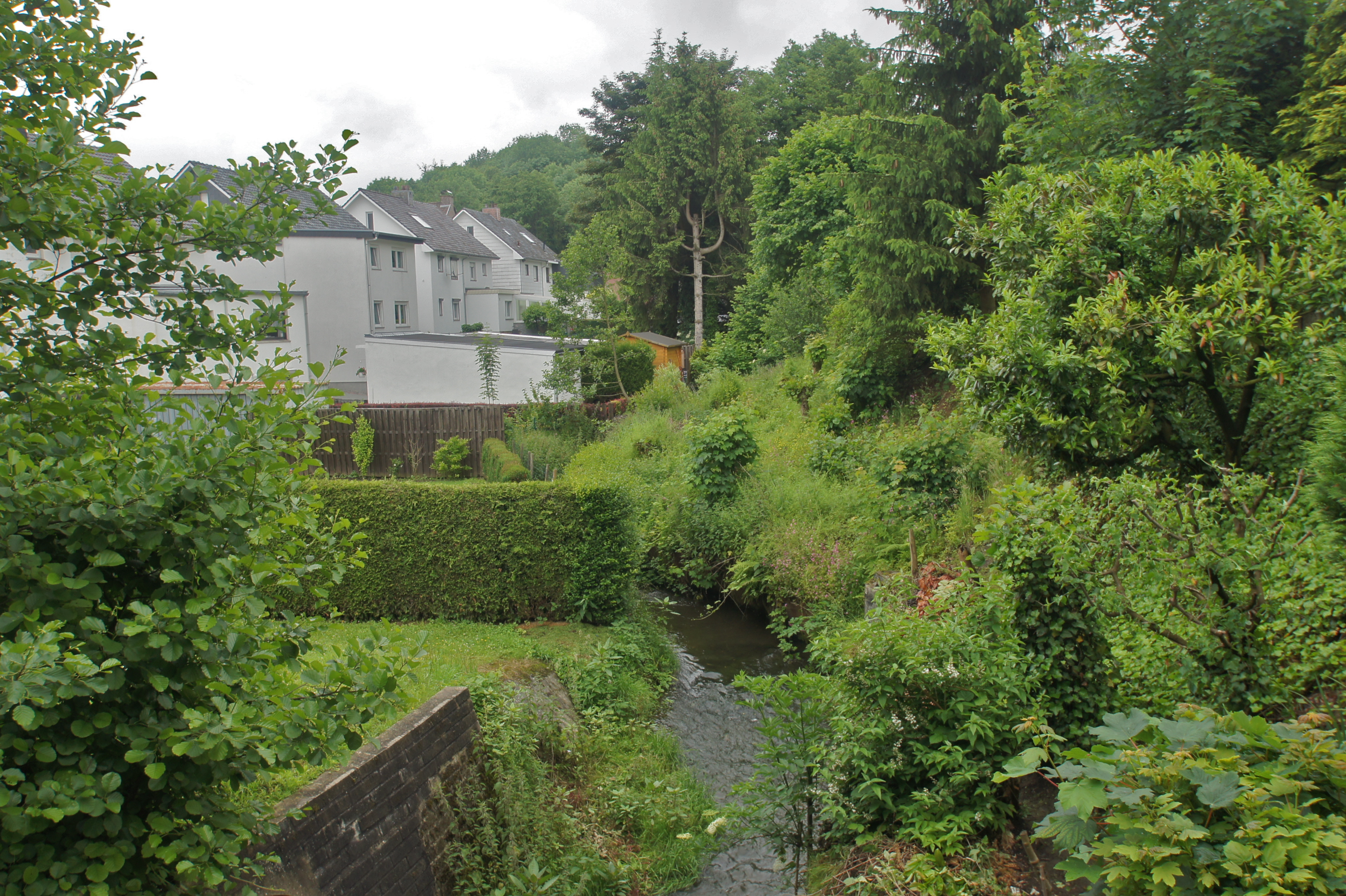
El Tüljebach prop del carrer d'Altenberg
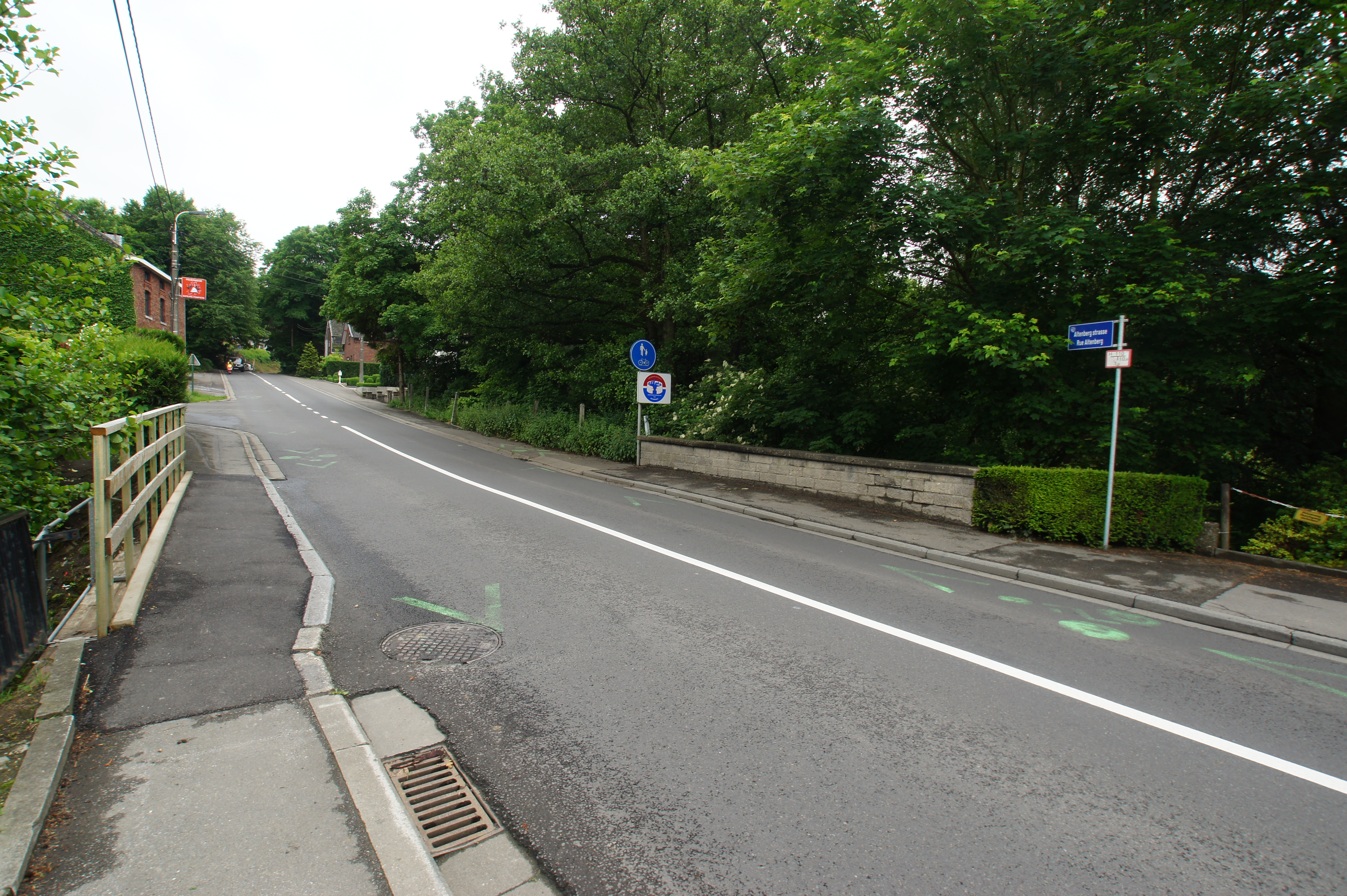
El pont al Tüljebach del carrer d'Altenberg